# I-123
I-123 — підводний човен Імперського флоту Японії, який взяв участь у бойових діях Другої світової війни. Споруджений як І-23, корабель 1 червня 1938-го був перейменований на І-123, щоб звільнити нумерацію для нових крейсерських підводних човнів.

## Загальна інформація
Корабель спорудили у 1928 році на верфі компанії Kawasaki у Кобе. Він належав до типу Kiraisen (тип I-121), який в основному повторював проєкт німецького підводного човна SM U-125 (тип UE II), що був отриманий Японією в межах репарацій після завершення Першої світової війни. Можливо відзначити, що тип Kiraisen став першим і єдиним типом підводних мінних загороджувачів Імперського флоту Японії.
У вересні 1937-го, невдовзі після початку Другої японо-китайської війни, I-23 брав участь у блокаді узбережжя Південного Китаю.
У травні 1940-го корабель пройшов певну модифікацію та отримав можливість транспортувати 15 тонн авіаційного пального для заправки в морі летючих човнів Kawanishi H6K «Mavis» (ці чотиримоторні літаки призначалися для ведення далекої розвідки і японське командування бажало ще збільшити радіус їхньої дії). За потреби резервуари з пальним розміщували у відсіку для мін.

## Перший похід
На момент вступу Японії у Другу світову війну I-123 належав до 9-ї дивізії підводних човнів. При цьому в листопаді 1941-го корабель прибув до порту Самах (острів Хайнань), а 1 грудня вийшов звідси та попрямував до Філіппін. Вночі 6 грудня на I-123 виникли технічні проблеми, які унеможливили занурення. Втім, корабель продовжив виконання завдання і 7 грудня виставив 40 мін у протоці Балабак (веде з Південнокитайського моря в море Сулу дещо північніше від Борнео). Після цього човен попрямував до бухти Камрань (узбережжя Центрального В'єтнаму), куди прибув 9 числа. Існує версія, що майже через три роки в серпні 1944-го на цьому мінному загородженні загинув американський підводний човен «Флаєр».

## Другий похід
15 грудня 1941-го I-123 вирушив для виконання завдань у Яванському морі. 18 грудня під час переходу через море Сулавесі човен здійснив невдалу атаку на якийсь транспорт, а 23 грудня провів мінну постановку на північних підходах до порту Сурабая (східна Ява). 31 грудня I-123 завершив похід на півдні філіппінського острова Мінданао в Давао (японський десант висадився тут ще 20 грудня).

## Третій похід
10 січня 1942-го I-123 вийшов з Давао і попрямував до Австралії, маючи завдання патрулювати в районі порту Дарвін у затоках Ван-Дімен та Бігль. 20 січня в затоці Бігль човен послідовно випустив по американському флотському танкеру чотири торпеди, проте не досяг влучань. Своєю чергою один з двох есмінців ескорту провів безрезультатну контратаку глибинними бомбами. Тієї ж доби I-123 виставив 30 мін у протоці Дундас, що веде із затоки Ван-Дімен у Тиморське море. 3 лютого човен завершив похід у Давао.

## Четвертий похід
19 лютого 1942-го I-123 знову попрямував до Австралії, де 25 лютого виставив 40 мін на західних підходах до Торресової протоки. Після цього кілька тижнів човен провадив безрезультатне бойове патрулювання, а 9 березня прибув до затоки Старінг-Бей (південно-східний півострів острова Целебес), куди на той час перейшла з Давао плавуча база його ескадри.
14 березня 1942-го I-123 вирушив до Японії, де 25 березня став на ремонт у Йокосуці.

## П'ятий похід
7—17 травня 1942-го в межах підготовки до мідвейської операції корабель перейшов на Маршаллові острови на атол Кваджелейн (до середини 1942-го активно використовувався як база підводних сил Імперського флоту). 19 травня він рушив до Гавайського архіпелагу та 29 числа прибув до Френч-Фрігат-Шолс (атол за вісім з половиною сотень кілометрів на північний захід від Оаху), в районі якого планувалась дозаправка летючих човнів, що мали провести повітряну розвідку Перл-Гарбору перед атакою на Мідвей (операція К-2). Тієї ж доби та 31 травня I-123 провадив рекогносцирування лагуни атола та повідомляв про наявність тут гідроавіаносців та інших кораблів, а також польоти гідролітаків. Враховуючи вжиті американцями додаткові заходи протичовнової оборони, розвідувальну операцію скасували. Після розгрому японського авіаносного з'єднання 4 червня I-123 ще певний час безрезультатно перебував у морі, а 25 червня повернувся на Кваджелейн, після чого пройшов до Японії.

## Шостий похід
У середині липня 1942-го дивізію І-123 перевели до новоствореного Восьмого флоту, штаб якого був у Рабаулі (головна японська база в архіпелазі Бісмарка, з якої проводились операції на Соломонових островах та сході Нової Гвінеї). 26 липня — 2 серпня корабель здійснив перехід на атол Трук у центральній частині Каролінських островів (тут ще до війни створили головну базу японського ВМФ у Океанії), а через кілька діб союзники висадились на сході Соломонових островів, що започаткувало шестимісячну битву за Гуадалканал. Як наслідок, 7 серпня І-123 вийшов з Труку із завданням іти одразу в район Гуадалканалу, де човен передусім мав провести рекогносцирування району якірної стоянки Лунга на північному узбережжі острова. 11 серпня І-123 прибув у зазначений район, а наступної доби біля опівдня сплив та з дистанції дещо більше як 0,5 км провів артилерійський обстріл ворожих позицій, випустивши 14 снарядів.
Невдовзі японське командування організувало проведення конвою зі значними підкріпленнями, що 24 серпня 1942-го призвело до зіткнення авіаносних з'єднань, відомого як битва при східних Соломонових островах. Втім, І-123 не брав у ній участі, оскільки залишався в районі самого Гуадлканалу, де, зокрема, безуспішно спробував передати продовольство спостерігачам на острові Флорида (за кілька десятків кілометрів північніше від Гуадалканалу).
Вночі 29 серпня 1942-го з І-123 надійшла остання радіограма. Вранці тієї ж доби у протоці між східною частиною Гуадалканалу та островом Малаїта американський мінний загороджувач «Гембл» помітив бойову рубку підводного човна, який провадив занурення. Протягом наступних трьох годин USS Gamble провів кілька атак глибинними бомбами та спостерігав нафтові плями, повітряні пухирі й уламки. Ці події стали фатальними для І-123, який загинув разом з усім екіпажем із 71 особи.